# Charlotte (musikalbum)
Charlotte är ett studioalbum Charlotte Perrelli, släppt 1999 som hennes debutalbum som soloartist. Albumet innehåller bland annat en nyinspelad version av Eurovision Song Contest-vinnaren Take Me To Your Heaven och de två singelspåren I Write You A Lovesong och Damn You. I Write You a Lovesong är en cover på Izabella Scorupcos hit från 1991, utgiven på hennes album Iza. Även låten If Lovin' You Is Wrong är en Izabella-cover från samma album, och låten Flower In My Garden gjordes ursprungligen av före detta Rednex-sångerskan Annika Ljungberg på hennes debutalbum Me & Myself 1997. Charlotte släpptes även i Japan med annan omslagsgrafik och två bonuslåtar, en remix av Damn You och en engelsk version av låten Behöver Dig Nu som Charlotte spelat in till samlingsalbumet Barn 2000.

## Låtlista
1. Yester Playground
2. Shooting Star
3. Damn You
4. I Write You a Love Song
5. Fairys Flying
6. All I Want is You
7. Take Me to Your Heaven
8. Can You Hold Me Tonight
9. If Lovin' You is Wrong
10. Flower in My Garden
11. Heal Me
12. Something
13. Don't Wanna Let Go (endast på den japanska utgåvan)
14. Damn You (Remix) (endast på den japanska utgåvan)

### Fotnoter
1. ↑  ”Svensk mediedatabas”. http://smdb.kb.se/catalog/id/001520379. Läst 1 juni 2011.